# Fosse Sébastopol
La fosse Sébastopol de la Compagnie des mines d'Aniche est un ancien charbonnage du Bassin minier du Nord-Pas-de-Calais, situé à Erchin. Le puits d'aérage de la fosse Vuillemin est éloigné de près de deux kilomètres. Les travaux commencent en 1904, et la fosse est mise en fonction l'année suivante. Elle est située tout au sud de la concession d'Aniche, à 675 mètres de la fosse no 2 de la Compagnie des mines d'Azincourt. Le puits d'aérage n'est pas relié au réseau ferroviaire. La fosse assure également la circulation du personnel.
La Compagnie des mines d'Aniche est nationalisée en 1946, et intègre le Groupe de Douai. Lorsque l'extraction cesse en 1955 à la fosse Vuillemin, elle assure l'aérage pour les fosses Delloye et Sainte Marie, jusqu'en 1961, date à laquelle le puits profond de 298 mètres est remblayé. Le chevalement est alors détruit.
Au début du XXIe siècle, Charbonnages de France matérialise la tête de puits Sébastopol. En 2004, les bâtiments subsistants sont démolis, il ne reste alors sur le site que des fondations, ainsi que la base du terril no 135, et un sondage de décompression.

## La fosse
Afin d'assurer l'aérage pour la fosse Vuillemin, sise 1 980 mètres au nord-nord-est, et en production depuis 1895, un nouveau puits est mis en chantier.

### Fonçage
Le puits Sébastopol est commencé en 1904 à Erchin. Le diamètre du puits est de 2,60 mètres, similaire aux anciens puits de la Compagnie,,,,, et inusité depuis une soixantaine d'années. Ce si petit diamètre s'explique par le fait que la fosse n'est destinée à servir qu'à l'aérage. Le cuvelage est en fonte de 22,81 à 67,20 mètres. Le terrain houiller a été atteint à 159,50 mètres.
La fosse Sébastopol est située à 675 mètres au nord-nord-est de la fosse no 2 de la Compagnie des mines d'Azincourt, elle aussi servant principalement à l'aérage. La fosse Sébastopol est donc située à proximité des limites des concessions d'Aniche et d'Anzincourt.

### Exploitation
L'aérage commence en 1905. le puits est alors profond de 200 mètres. La fosse assure en plus la circulation du personnel.
La fosse Delloye est commencée en 1911 à 1 810 mètres au nord-ouest de la fosse Sébastopol. l'extraction ne commence qu'en 1927.
La Compagnie des mines d'Aniche est nationalisée en 1946, et intègre le Groupe de Douai. L'extraction cesse en 1955 à la fosse Vuillemin, le puits Sébastopol assure alors l'aérage pour les fosses Delloye et Sainte Marie. Le puits Sébastopol, profond de 298 mètres, est remblayé en 1961. Deux accrochages étaient établis à 200 et 290 mètres. Le chevalement est détruit.

### Reconversion
Au début du XXIe siècle, Charbonnages de France matérialise la tête de puits. Le BRGM y effectue des inspections chaque année. Les bâtiments subsistants sont tous détruits en 2004.
Un sondage de décompression est mis en place à cent mètres à l'est-nord-est du puits Sébastopol, sur le site de son terril,. Il atteint la profondeur de 176 mètres, et a été foré du 13 au 21 avril 2004.

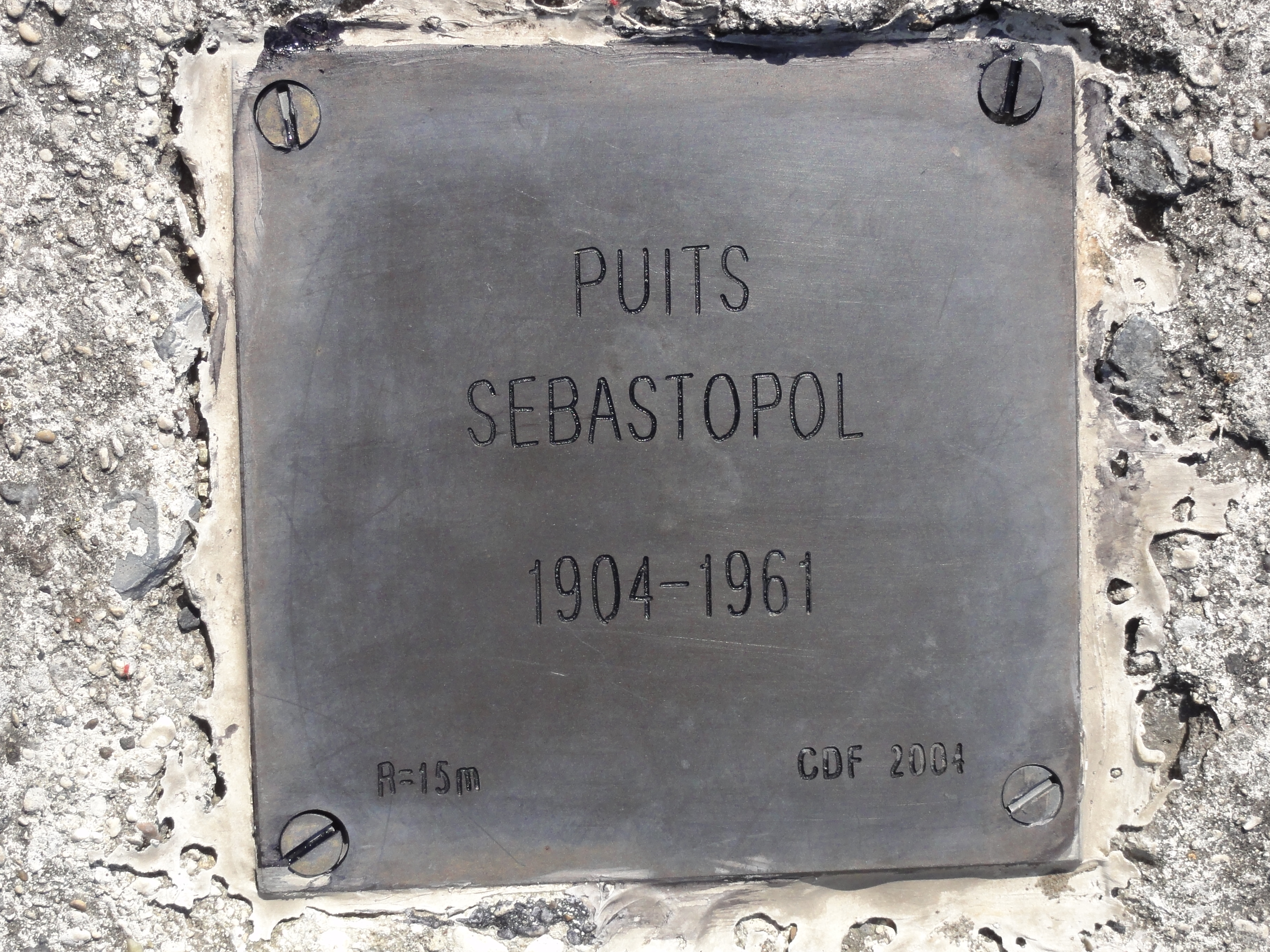
Puits Sébastopol, 1904 - 1961.
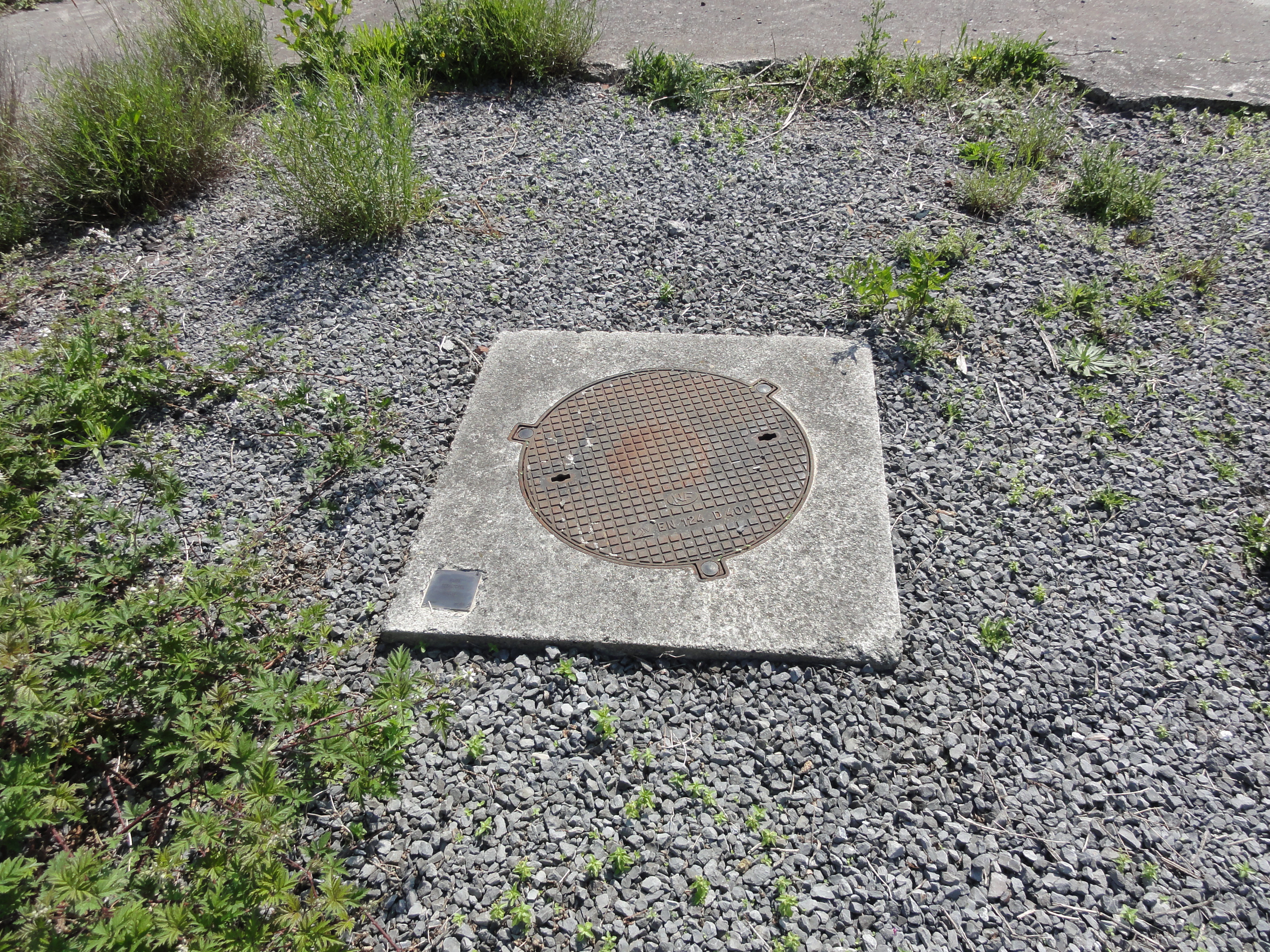
La tête de puits matérialisée Sébastopol.
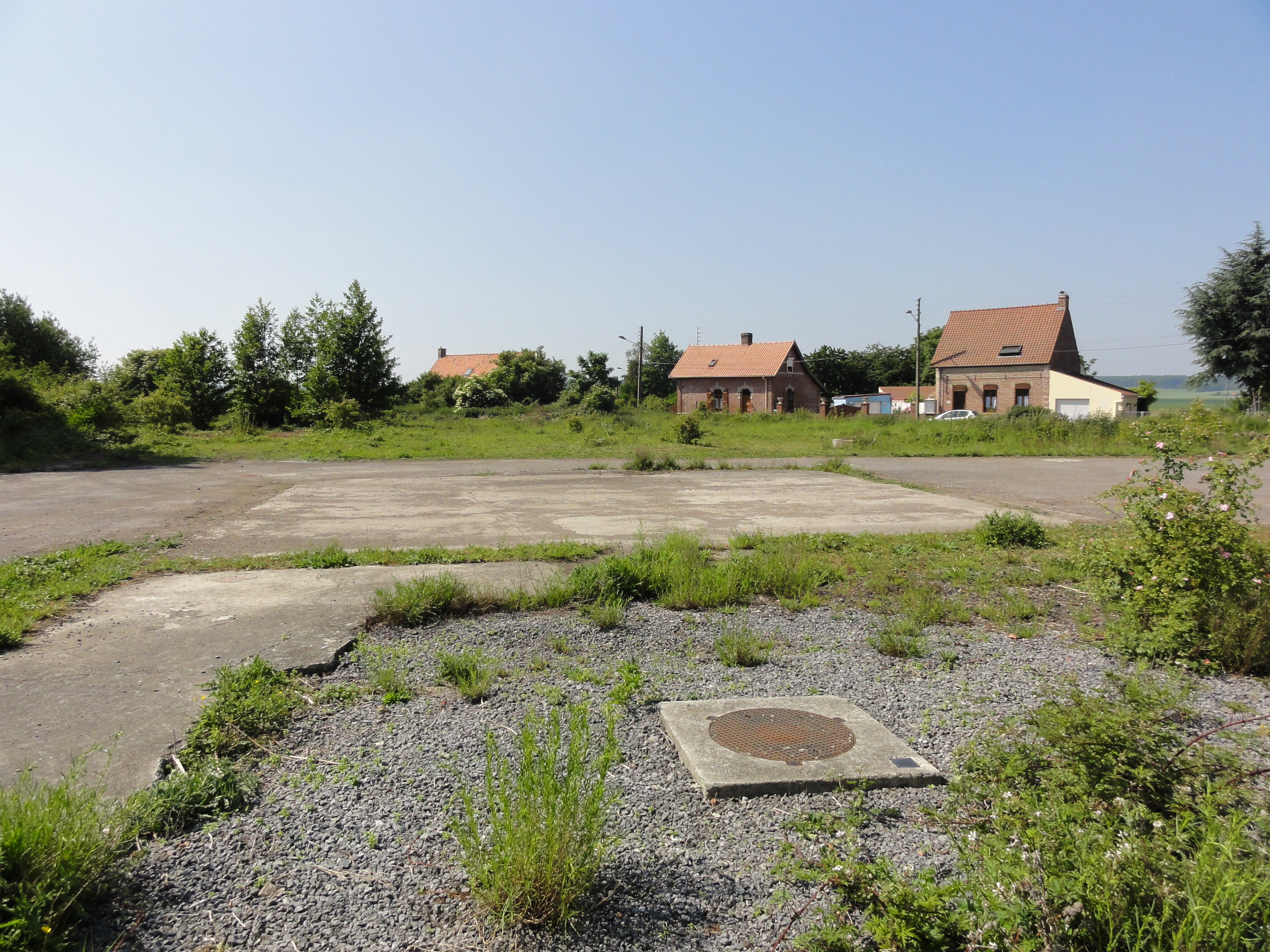
Le puits dans son environnement, surmonté d'un bâtiment jusque 2004.
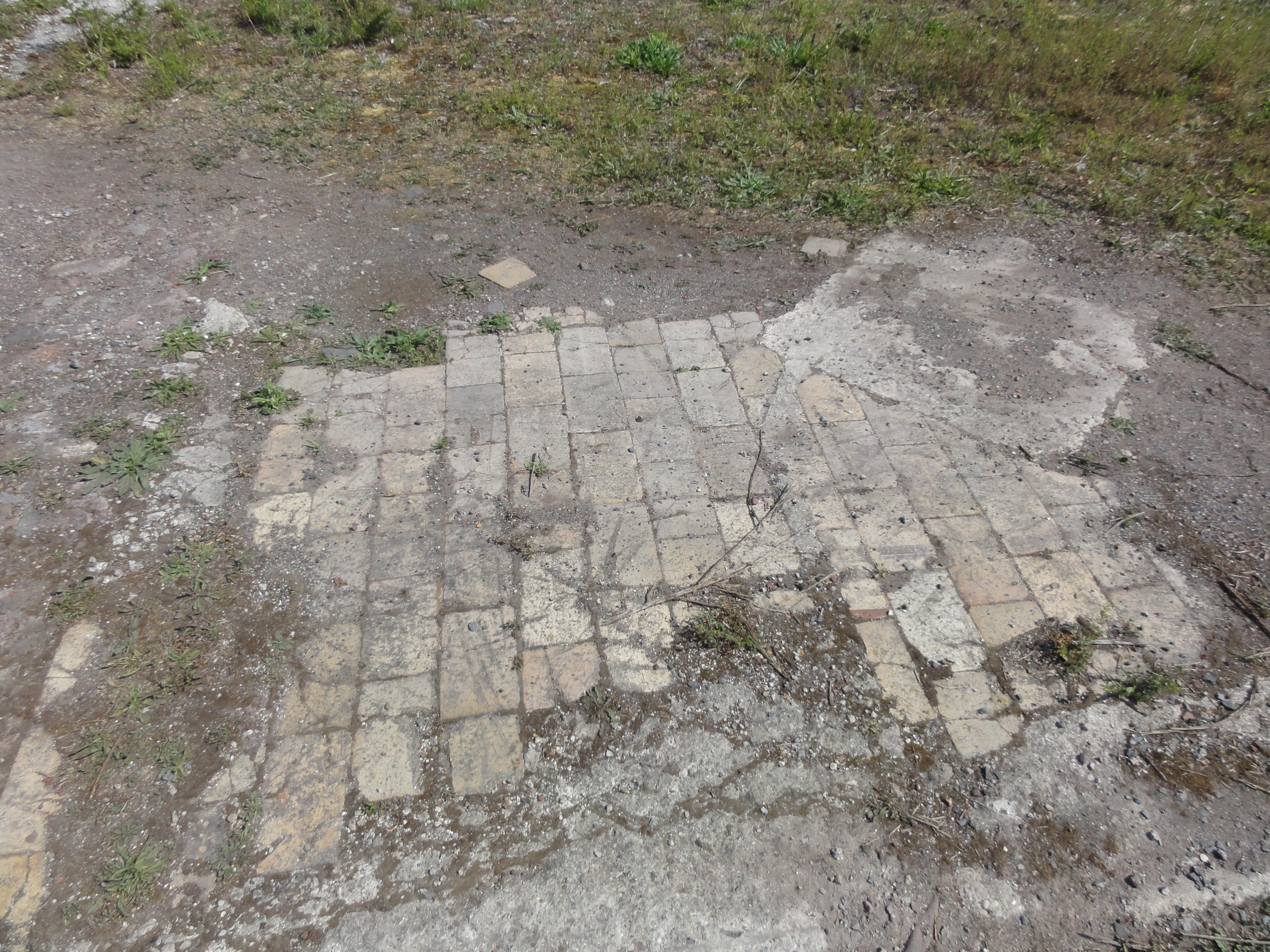
Les vestiges d'un sol.
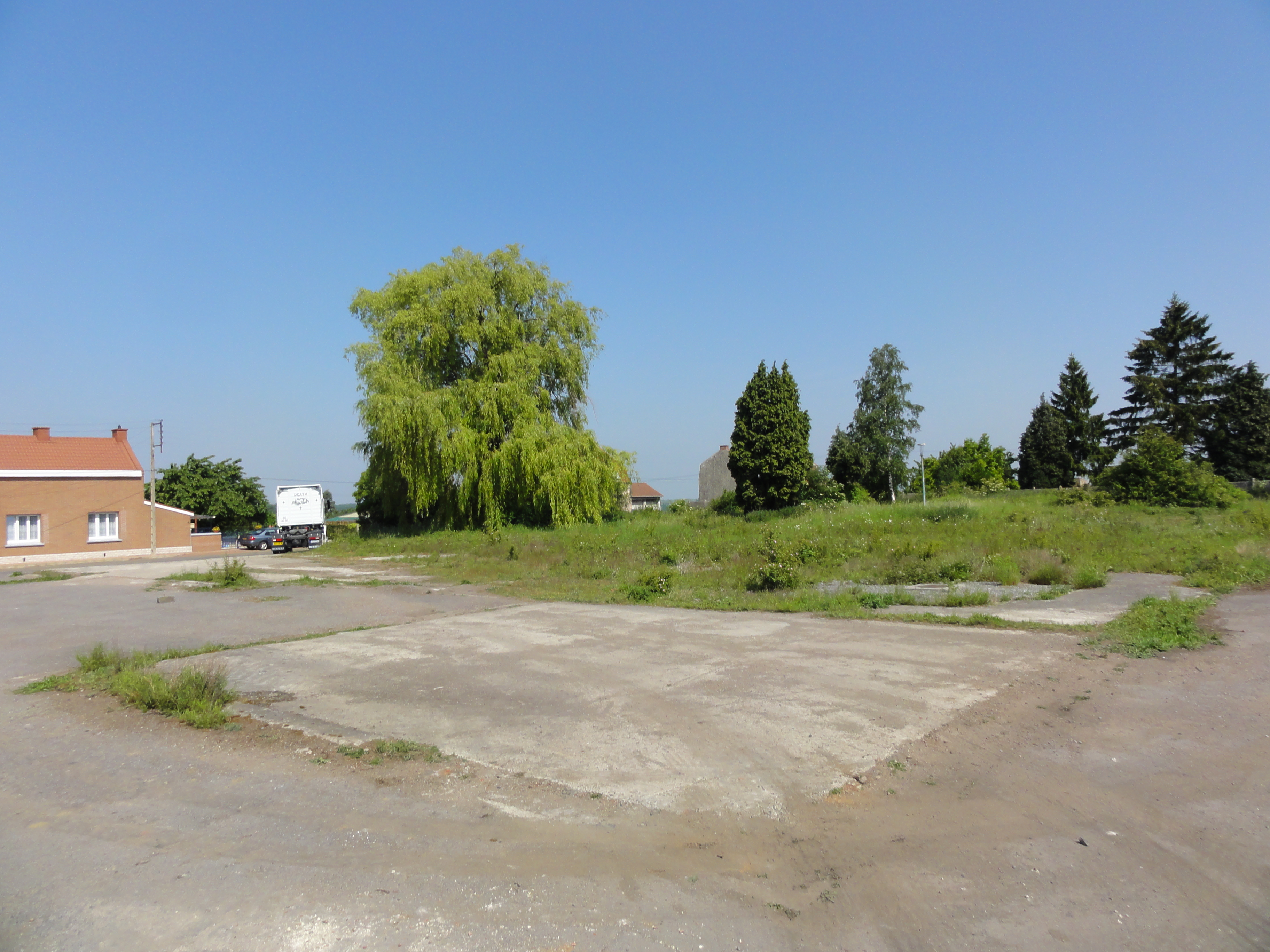
Les fondations des bâtiments sont particulièrement visibles.
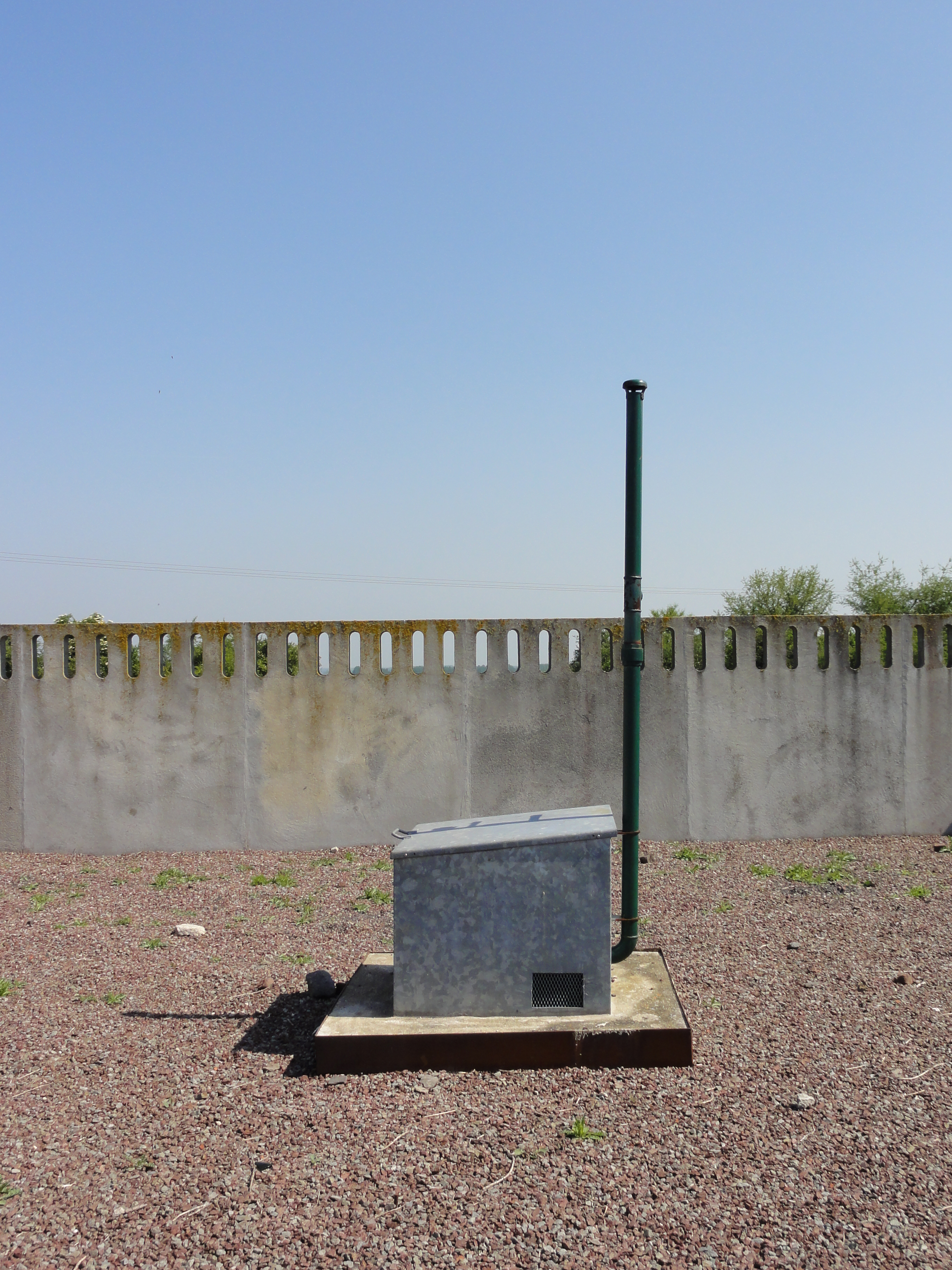
Le sondage de décompression.

## Le terril

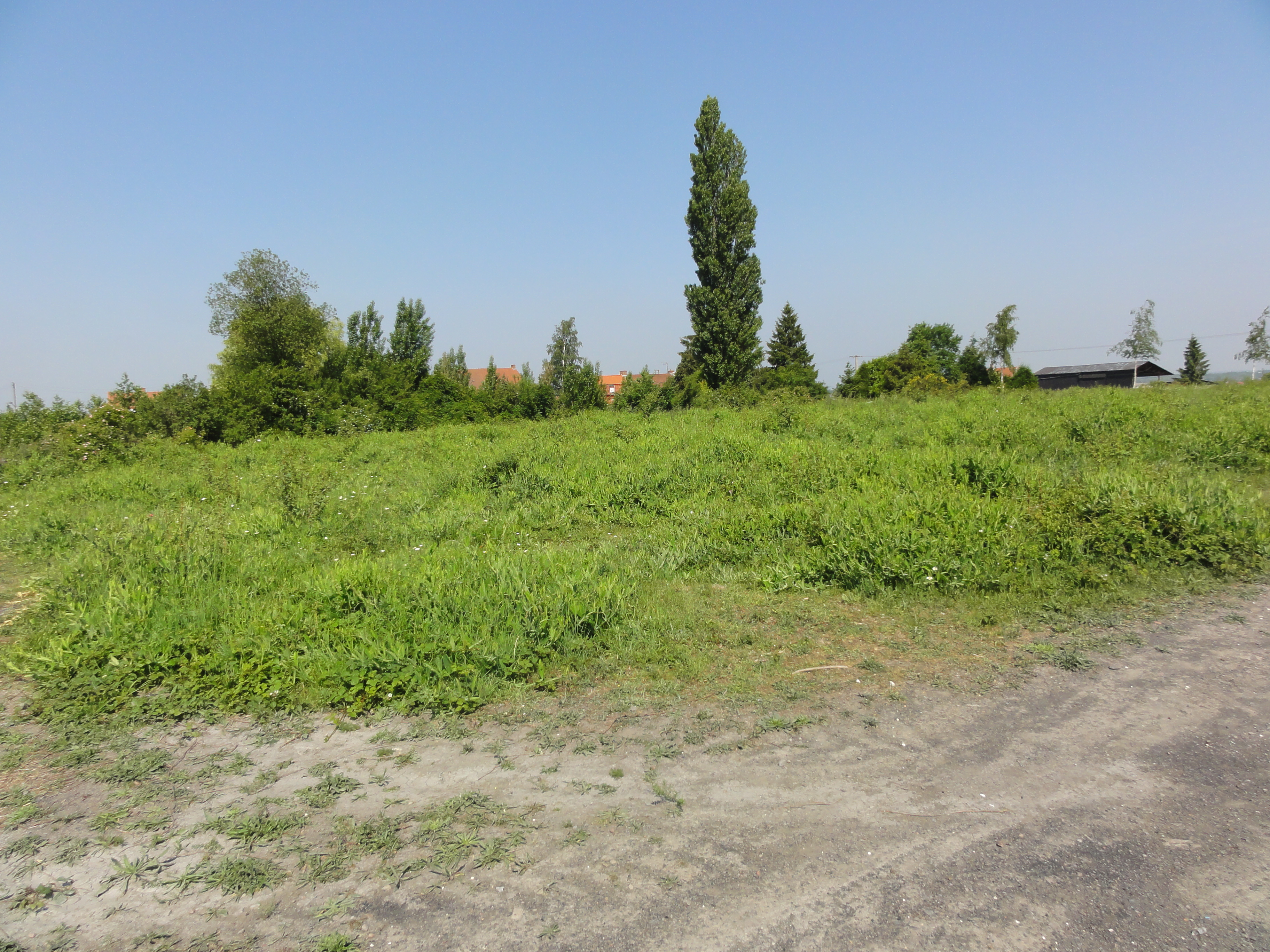
Le terril Sébastopol.

50° 19′ 19″ N, 3° 11′ 40″ E
Le terril no 135, Sébastopol, situé à Erchin, est le terril de la fosse Sébastopol des mines d'Aniche, dont le carreau est situé à l'ouest du terril. De petite taille, il a été exploité, et il n'en subsiste que sa base.